# 66
Cette page concerne l'année 66  du calendrier julien. Pour l'année 66 av. J.-C., voir 66 av. J.-C. Pour le nombre 66, voir 66 (nombre).
L'année 66 est une année commune qui commence un mercredi.

## Événements
- 25 janvier : passage de la comète de Halley[2].
- Tiberius Julius Alexander devient préfet d'Égypte au début de l'année[1].
- Fin avril-mi juin : à la suite d’un accord, Tiridate Ier va à Rome et reçoit de Néron le bandeau royal d’Arménie[3]. La dynastie Arsacide règne sur le pays pendant plus de trois siècles.
- Mai[4] : Néron, après le refus de Claudia Antonia, la fille de Claude et d'Ælia Pætina, épouse son ancienne maîtresse, Statilia Messalina. Dès le mois de septembre, Néron quitte sa jeune épouse pour un voyage de plus d'un an en Grèce[1].
- 16 mai : massacre de 3600 personnes à Jérusalem ordonné par le procurateur Gessius Florus. Début de la Première Guerre judéo-romaine[1].
- 14 août, Judée : Eléazar, fils du grand-prêtre Ananie, à la tête des révoltés juifs radicaux, s'empare de la ville haute de Jérusalem après la tentative d’Agrippa II et de Bérénice de régler le conflit. Les radicaux sont vainqueurs, Ananie est assassiné (7 septembre), les palais royaux sont incendiés et la garnison romaine massacrée[1].
- 13 septembre : massacre des Juifs à Césarée, le jour même du massacre de la garnison romaine de Jérusalem[5].
- 30 octobre : le gouverneur de Syrie Cestius Gallus attaque Jérusalem. Il s’empare du faubourg nord mais échoue devant le Temple et se retire[1].
- 8 novembre : les troupes de Cestius Gallus tombent dans une embuscade près de Beth-Horon[1].

- Révolte des Juifs en Égypte[1]. 50 000 d’entre eux sont massacrés à Alexandrie selon Flavius Josèphe[6].

## Décès en 66
- Pétrone (Petronius Arbiter), contraint au suicide.
- Publius Clodius Thrasea Paetus, contraint au suicide.
- Claudia Antonia, fille de Claude et d'Ælia Pætina.